# Seznam dílů seriálu Policie Battle Creek
Toto je seznam dílů seriálu Policie Battle Creek. Seriál byl zrušen po první řadě. V ČR jej vysílala stanice Nova Cinema.

## Přehled řad
| Řada | Díly | Premiéra v USA | Premiéra v USA  | Premiéra v ČR   | Premiéra v ČR     |
| Řada | Díly | První díl      | Poslední díl    | První díl       | Poslední díl      |
| ---- | ---- | -------------- | --------------- | --------------- | ----------------- |
| 1    | 13   | 1. března 2015 | 24. května 2015 | 19. června 2016 | 31. července 2016 |

## Seznam dílů

### První řada (2015)
| Č. v seriálu | Původní název          | Český název             | Režie               | Scénář                                 | Premiéra v USA  | Premiéra v ČR     |
| ------------ | ---------------------- | ----------------------- | ------------------- | -------------------------------------- | --------------- | ----------------- |
| 1            | The Battle Creek Way   | Jak to děláme u nás     | Bryan Singer        | David Shore a Vince Gilligan           | 1. března 2015  | 19. června 2016   |
| 2            | Syruptitious           | V javorovém sirupu      | Andrew Bernstein    | Russel Friend a Garrett Lerner         | 8. března 2015  | 26. června 2016   |
| 3            | Man’s Best Friend      | Nejlepší přítel člověka | Oz Scott            | Thomas L. Moran                        | 15. března 2015 | 26. června 2016   |
| 4            | Heirlooms              | Dědicové                | Dan Sackheim        | David Shore                            | 22. března 2015 | 3. července 2016  |
| 5            | Old Flames             | Stará láska nerezaví    | Richard J. Lewis    | Esta Spalding                          | 29. března 2015 | 3. července 2016  |
| 6            | Cereal Killer          | Snídaňový vrah          | Craig Zisk          | Lindsay Jewett Sturman                 | 5. dubna 2015   | 10. července 2016 |
| 7            | Mama's Boy             | Maminčin chlapeček      | Dan Attias          | Marqui Jackson                         | 12. dubna 2015  | 10. července 2016 |
| 8            | Old Wounds             | Staré rány              | Randy Zisk          | Russel Friend a Garrett Lerner         | 26. dubna 2015  | 17. července 2016 |
| 9            | Gingerbread Man        | Fontův případ           | Eriq LaSalle        | Thomas L. Moran                        | 3. května 2015  | 17. července 2016 |
| 10           | Stockholm              | Rukojmí                 | Allison Liddi-Brown | David Shore                            | 10. května 2015 | 24. července 2016 |
| 11           | The Hand-Off           | Láska a nenávist        | Colin Bucksey       | Esta Spalding a Lindsay Jewett Sturman | 17. května 2015 | 24. července 2016 |
| 12           | Homecoming             | Zpátky do školy         | James Roday         | Danny Weiss                            | 17. května 2015 | 31. července 2016 |
| 13           | Sympathy for the Devil | Starý případ            | Andrew Bernstein    | Thomas L. Moran a David Shore          | 24. května 2015 | 31. července 2016 |